# Shinnersoseris
Shinnersoseris es un género monotípico de plantas herbáceas perteneciente a la familia  Asteraceae. Su única especie: Shinnersoseris rostrata (A.Gray) Tomb, es originaria de Norteamérica. El género fue descrito por A.S.Tomb y publicado en Sida 5(3): 186-189, f. 1-3, 4 [map], en el año 1973 [1974].

## Descripción
Es una planta herbácea con hojas de 6-15 cm x 2-4 mm de longitud, las distales reducidas a escamas. Con involucros de 12-18 x 4-5 mm. Brácteas de 16-20 mm, Corolas de 15-16 mm. Cipselas de 8-10 mm; y vilanos de 6-8 mm. Tiene un número de cromosomas de: 2n = 12.

## Sinonimia
- Lygodesmia juncea var. rostrata A. Gray
- Lygodesmia rostrata (A. Gray) A. Gray[2]